# Achraf Hakimi
Achraf Hakimi Mouh vagy egyszerűen Achraf (arabul: حكيمي أشرف; Madrid, 1998. november 4. –) 
spanyol születésű marokkói válogatott labdarúgó, a francia PSG hátvédje.

## Pályafutása

### Real Madrid
Hakimi Madridban született, marokkói szülőktől. 2005-ben a spanyol Ofigevi csapatban kezdett el futballozni. Nyolc éves korában, 2006-ban csatlakozott a Real Madrid akadémiájához, a LaFábricához. 2006 és 2017 között itt nevelkedett. Miután a La Fábricán bejárta a korosztályos csapatokat, 2016 júniusában a Real Madrid Castilla csapatába került. Röviddel ezután az Egyesült Államokban turnézó felnőtt együttessel edzhetett.
2016. július 27-én debütált a Los Blancos első csapatában a Bajnokok Nemzetközi Kupája elnevezésű tornán a Paris Saint-Germain elleni mérkőzésen, melyet 3–1-re elvesztett a Real. Ezután visszakerült a B csapatba, majd 2016. augusztus 20-án debütált Segunda División B-ben, a Real Sociedad B elleni hazai pályán 3–2-re megnyert mérkőzésen. 2016. szeptember 25-én megszerezte első felnőtt gólját a Fuenlabrada csapata elleni 1–1-es döntetlenre végződő meccsen. Ebben a szezonban 28 alkalommal lépett pályára, ebből 26-szor volt kezdő, 2305 percet játszott. A Castilla a 11. helyen végzett.
2017. augusztus 19-én végleg felkerült az első csapathoz, főleg Dani Carvajal pótlása volt feladata. A 19-es számú mezt kapta. Augusztus 23-án a Fiorentina elleni mérkőzésen kezdőként kapott lehetőséget, s végig a pályán volt, melyet végül a madridiak 2–1-re megnyertek.
2017. október 1-jén debütált az első csapatban a bajnokság 7. fordulójában, az Espanyol elleni bajnokin. A 2–0-ra megnyert mérkőzésen végig a pályán volt, mivel Daniel Carvajal vírusos szívburokgyulladás miatt nem állt csapata rendelkezésére.
December 9-én megszerezte első gólját a bajnokságban a Sevilla elleni 5–0-s győzelem alkalmával.
2018. május 12-én megszerezte a második gólját a bajnokságban, a csapata pedig 6–0-s győzelem aratott a Celta Vigo ellen hazai pályán.

### Borussia Dortmund
2018. július 11-én két szezonra kölcsönbe került a Borussia Dortmundhoz. Szeptember 27-én szerezte első gólját a német csapatban, egy Nürnberg elleni 7–0-s győzelem alkalmával. Októberben, az Atlético Madrid ellen 4–0-ra megnyert Bajnokok Ligája csoportmérkőzésen három gólpasszt adott csapattársainak.
2019. október 2-án megszerezte első Bajnokok Ligája gólját is a cseh Slavia Praha elleni mérkőzésen. Az Internazionale ellen újra eredményes volt a kupasorozatban a két csapat november 5-i mérkőzésén, amelyet a Dortmund kétgólos hátrányból nyert meg 3–2-re a Signal Iduna Parkban.
2020 februárjában új sebességrekordot állított fel a Bundesligában az Union Berlin elleni 36,5 km/h-ás teljesítményével, ezzel saját, három hónappal korábban felállított rekordját megdöntve.
2020. május 31-én a Padeborn elleni 6–1-es győzelem alkalmával ő szerezte csapata egyik gólját. Gólörömét arra használta fel, hogy a meze aláhúzott pólón üzenjen, "Igazságosság George Floydnak", reflektálva az előző héten történt amerikai incidensre. Csapattársa, Jadon Sancho hasonlóan cselekedett saját gólja után.

### Internazionale
2020. július 2-án a Real Madrid és az Internazionale is hivatalos oldalán jelentette be, hogy a két klub megegyezett a játékos átigazolásáról, így Hakimi az olasz klubban folytatja pályafutását. A marokkói játékosért 40 millió eurót fizetett az Inter csapata Szeptember 15-én az FC Lugano elleni barátságos mérkőzésen kezdőként mutatkozott be az új csapatában. Egy félidőt töltött a pályán, majd lecserélték. A csapata pedig 5-0-ra nyert.  Négy nappal később az AC Pisa elleni barátságos mérkőzésen szintén a kezdőben kapott bizalmat Antonio Contetól, melyet két gólpasszal hálált meg. A 66. percben lecserélték. A csapata pedig 7-0-ra nyert. Szeptember 26-án a bajnokságban Ashley Young cseréjeként mutatkozott be a mérkőzés 66. percében. A 87. percben gólpasszt adott Romelu Lukakunak. Szoros mérkőzésen végül 4-3 nyert az új csapata a Fiorentina ellen.  Négy nappal később a bajnokság második fordulójában a Benevento elleni mérkőzésen kezdőként kapott bizalmat az első percben Romelu Lukakunak adott gólpasszt, majd még az első félidőben megszerezte első gólját új csapata színeiben, melyet végül a vendégek 5-2-re nyert meg.

### Paris Saint-Germain
2021. július 6-án hivatalosá vált, hogy 60 millió euró + bónuszok ellenében ötéves szerződést írt alá a párizsi klubbal.   2021. augusztus 07-én mutatkozott be új klubjának színeiben Troyes klubja ellen a bajnokságban, a mérkőzés 19. percében megszerezte az első gólját is. Végig a pályán volt, csapat 2-1-re megnyerte a találkozót.

### A válogatottban
Pályára lépett a Marokkó U17-es és U20-as válogatottjában is. 2016. június 5-én debütált az U23-as válogatottban a Kamerun U23 ellen 1–0-ra megnyert barátságos mérkőzésen. Október 11-én debütált a felnőtt válogatottban Fouad Chafik cseréjeként Kanada ellen 4–0-ra megnyert mérkőzésen. 2017. szeptember 1-jén megszerezte első gólját a válogatottban a Mali ellen 6–0-ra megnyert mérkőzésen.
2018. május 16-án a 2018-as világbajnokságra utazó marokkói keretbe nevezték.
2018. június 15-én a 2018-as világbajnokságon a szentpétervári Kresztovszkij Stadionban az iráni válogatott elleni csoportmérkőzésen Hakimi végig a pályán volt, a széleken felfutva passzokkal 
próbálta segíteni a válogatottat, amely végül egy öngóllal 1–0-ra kikapott.
Június 20-án a Luzsnyiki Stadionban megrendezett második csoport mérkőzésen Portugál válogatott ellen is végig a pályán volt. Gólt sem neki sem csapattársainak nem sikerült szerezni. Cristiano Ronaldo a 4. percben szerzett góljával eldöntötte a találkozót, így Marokkó kettős vereséggel kezdte a tornát.

## Magánélete
Házasságban él Hiba Abouk spanyol színésznővel, aki líbiai és tunéziai felmenőkkel rendelkezik. Két gyermekük van, 2020-ban és 2022-ben születtek.

### Szexuális erőszakkal kapcsolatos vádak
2023. március 3-án vád alá helyezték Párizsban nemi erőszak elkövetéséért és egy nyomozóbíró eljárást is indított ellene. Megtiltották, hogy kapcsolatba lépjen áldozatával, de elhagyhatta Franciaországot.

## Statisztika

### Klub
Legutóbb frissítve: 2023. február 14-én.
| Klub                           | Szezon         | Bajnokság          | League          | League | Kupa            | Kupa  | Európai         | Európai | Egyéb           | Egyéb | Összesen        | Összesen |
| Klub                           | Szezon         | Bajnokság          | Pályára lépések | Gólok  | Pályára lépések | Gólok | Pályára lépések | Gólok   | Pályára lépések | Gólok | Pályára lépések | Gólok    |
| ------------------------------ | -------------- | ------------------ | --------------- | ------ | --------------- | ----- | --------------- | ------- | --------------- | ----- | --------------- | -------- |
| Real Madrid B                  | 2016–2017      | Segunda División B | 28              | 1      | —               | —     | —               | —       | —               | —     | 28              | 1        |
| Real Madrid                    | 2017–2018      | La Liga            | 9               | 2      | 5               | 0     | 2               | 0       | 1               | 0     | 17              | 2        |
| Borussia Dortmund (kölcsönben) | 2018–2019      | Bundesliga         | 21              | 2      | 2               | 1     | 5               | 0       | —               | —     | 28              | 3        |
| Borussia Dortmund (kölcsönben) | 2019–2020      | Bundesliga         | 33              | 5      | 3               | 0     | 8               | 4       | 1               | 0     | 45              | 9        |
| Borussia Dortmund (kölcsönben) | Összesen       | Összesen           | 54              | 7      | 5               | 1     | 13              | 4       | 1               | 0     | 73              | 12       |
| Internazionale                 | 2020–2021      | Serie A            | 37              | 7      | 3               | 0     | 5               | 0       | —               | —     | 45              | 7        |
| Paris Saint-Germain            | 2021–2022      | Ligue 1            | 32              | 4      | 0               | 0     | 8               | 0       | 1               | 0     | 41              | 4        |
| Paris Saint-Germain            | 2022–2023      | Ligue 1            | 21              | 4      | 2               | 0     | 7               | 0       | 1               | 0     | 31              | 4        |
| Paris Saint-Germain            | Összesen       | Összesen           | 53              | 8      | 2               | 0     | 15              | 0       | 2               | 0     | 72              | 8        |
| Teljes karrier                 | Teljes karrier | Teljes karrier     | 180             | 25     | 15              | 1     | 35              | 4       | 4               | 0     | 234             | 30       |

### A válogatottban
| Válogatott | Év       | Pályára lépés | Gól |
| ---------- | -------- | ------------- | --- |
| Marokkó    | 2016     | 1             | 0   |
| Marokkó    | 2017     | 5             | 1   |
| Marokkó    | 2018     | 12            | 0   |
| Marokkó    | 2019     | 10            | 1   |
| Marokkó    | 2020     | 4             | 1   |
| Marokkó    | 2021     | 9             | 2   |
| Marokkó    | 2022     | 20            | 3   |
| Marokkó    | 2023     | 7             | 0   |
| Marokkó    | 2024     | 14            | 2   |
| Marokkó    | 2025     | 1             | 0   |
| Összesen   | Összesen | 83            | 10  |

#### Góljai a válogatottban
| # | Időpont             | Helyszín                                           | Ellenfél                  | Gólok | Eredmény | Kiírás                                    |
| - | ------------------- | -------------------------------------------------- | ------------------------- | ----- | -------- | ----------------------------------------- |
| 1 | 2017. szeptember 1. | Stade Moulay Abdallah, Rabat, Marokkó              | Mali                      | 4–0   | 6–0      | 2018-as VB-selejtező                      |
| 2 | 2019. november 19.  | Intwari Stadion, Bujumbura, Burundi                | Burundi                   | 3–0   | 3–0      | 2021-es afrikai nemzetek kupája-selejtező |
| 3 | 2020. november 13.  | Stade Mohammed V, Casablanca, Marokkó              | Közép-afrikai Köztársaság | 1–0   | 4–1      | 2021-es afrikai nemzetek kupája-selejtező |
| 4 | 2021. június 12.    | Stade Moulay Abdallah, Rabat, Marokkó              | Burkina Faso              | 1–0   | 1–0      | Barátságos mérkőzés                       |
| 5 | 2021. október 6.    | Stade Moulay Abdallah, Rabat, Marokkó              | Bissau-Guinea             | 1–0   | 5–0      | 2022-es VB-selejtező                      |
| 6 | 2022. január 18.    | Ahmadou Ahidjo Stadion, Yaoundé, Kamerun           | Gabon                     | 2–2   | 2–2      | 2021-es afrikai nemzetek kupája           |
| 7 | 2022. január 25.    | Ahmadou Ahidjo Stadion, Yaoundé, Kamerun           | Malawi                    | 2–1   | 2–1      | 2021-es afrikai nemzetek kupája           |
| 8 | 2022. március 29.   | Stade Mohammed V, Casablanca, Marokkó              | Kongói DK                 | 4–0   | 4–1      | 2022-es VB-selejtező                      |
| 9 | 2024. január 21.    | Laurent Pokou Stadion, San-Pédro, Elefántcsontpart | Kongói DK                 | 1–0   | 1–1      | 2023-as afrikai nemzetek kupája           |

| Achraf Hakimi mérkőzései a Marokkói válogatottban | Achraf Hakimi mérkőzései a Marokkói válogatottban | Achraf Hakimi mérkőzései a Marokkói válogatottban       | Achraf Hakimi mérkőzései a Marokkói válogatottban | Achraf Hakimi mérkőzései a Marokkói válogatottban | Achraf Hakimi mérkőzései a Marokkói válogatottban | Achraf Hakimi mérkőzései a Marokkói válogatottban |
| #                                                 | Dátum                                             | Helyszín                                                | Házigazda                                         | Eredmény                                          | Vendég                                            | Verseny                                           |
| ------------------------------------------------- | ------------------------------------------------- | ------------------------------------------------------- | ------------------------------------------------- | ------------------------------------------------- | ------------------------------------------------- | ------------------------------------------------- |
| 1                                                 | 2016. október 11.                                 | Marrákes, Marokkó                                       | Marokkó                                           | 4−0                                               | Kanada                                            | Barátságos mérkőzés                               |
| 2                                                 | 2017. szeptember 1.                               | Stade Moulay Abdallah, Rabat, Marokkó                   | Marokkó                                           | 6−0                                               | Mali                                              | 2018-as labdarúgó-világbajnokság-selejtező        |
| 3                                                 | 2017. szeptember 5.                               | Bamako, Mali                                            | Mali                                              | 0−0                                               | Marokkó                                           | 2018-as labdarúgó-világbajnokság-selejtező        |
| 4                                                 | 2017. október 7.                                  | Casablanca, Marokkó                                     | Marokkó                                           | 3−0                                               | Gabon                                             | 2018-as labdarúgó-világbajnokság-selejtező        |
| 5                                                 | 2017. október 10.                                 | Biel, Svájc                                             | Dél-Korea                                         | 1−3                                               | Marokkó                                           | Barátságos mérkőzés                               |
| 6                                                 | 2017. november 11.                                | Abidjan, Elefántcsontpart                               | Elefántcsontpart                                  | 0−2                                               | Marokkó                                           | 2018-as labdarúgó-világbajnokság-selejtező        |
| 7                                                 | 2018. március 27.                                 | Casablanca, Marokkó                                     | Marokkó                                           | 2−0                                               | Üzbegisztán                                       | Barátságos mérkőzés                               |
| 8                                                 | 2018. május 31.                                   | Carouge, Svájc                                          | Marokkó                                           | 0−0                                               | Ukrajna                                           | Barátságos mérkőzés                               |
| 9                                                 | 2018. június 4.                                   | Genf, Svájc                                             | Szlovákia                                         | 1−2                                               | Marokkó                                           | Barátságos mérkőzés                               |
| 10                                                | 2018. június 9.                                   | Tallinn, Észtország                                     | Észtország                                        | 1−3                                               | Marokkó                                           | Barátságos mérkőzés                               |
| 11                                                | 2018. június 15.                                  | Kresztovszkij Stadion, Szentpétervár, Oroszország       | Marokkó                                           | 0−1                                               | Irán                                              | 2018-as labdarúgó-világbajnokság (B csoport)      |
| 12                                                | 2018. június 20.                                  | Luzsnyiki Stadion, Moszkva, Oroszország                 | Portugália                                        | 1−0                                               | Marokkó                                           | 2018-as labdarúgó-világbajnokság (B csoport)      |
| 13                                                | 2018. június 25.                                  | Kalinyingrád Stadion, Kalinyingrád, Oroszország         | Spanyolország                                     | 2−2                                               | Marokkó                                           | 2018-as labdarúgó-világbajnokság (B csoport)      |
| 14                                                | 2018. szeptember 8.                               | Stade Mohammed V, Casablanca, Marokkó                   | Marokkó                                           | 3−0                                               | Malawi                                            | 2019-es afrikai nemzetek kupája                   |
| 15                                                | 2018. október 13.                                 | Stade Mohammed V, Casablanca, Marokkó                   | Marokkó                                           | 1−0                                               | Comore-szigetek                                   | 2019-es afrikai nemzetek kupája                   |
| 16                                                | 2018. október 13.                                 | Stade Said Mohamed Cheikh, Mitsamiouli, Comore-szigetek | Comore-szigetek                                   | 2−2                                               | Marokkó                                           | 2019-es afrikai nemzetek kupája                   |
| 17                                                | 2018. november 16.                                | Stade Mohammed V, Casablanca, Marokkó                   | Marokkó                                           | 2−0                                               | Kamerun                                           | 2019-es afrikai nemzetek kupája                   |
| 18                                                | 2018. november 20.                                | Olimpiai Stadion, Radès, Tunézia                        | Tunézia                                           | 0−1                                               | Marokkó                                           | Barátságos mérkőzés                               |
| 19                                                | 2019. március 26.                                 | Stade Ibn Batouta, Tanger, Marokkó                      | Marokkó                                           | 0−1                                               | Argentína                                         | Barátságos mérkőzés                               |
| 20                                                | 2019. június 16.                                  | Stade de Marrakech, Marrákes, Marokkó                   | Marokkó                                           | 0−1                                               | Gambia                                            | Barátságos mérkőzés                               |
| 21                                                | 2019. június 16.                                  | Stade de Marrakech, Marrákes, Marokkó                   | Marokkó                                           | 1−0                                               | Zambia                                            | Barátságos mérkőzés                               |
| 22                                                | 2019. június 23.                                  | Al Szalam Stadion, Kairó, Egyiptom                      | Marokkó                                           | 1−0                                               | Namíbia                                           | 2019-es afrikai nemzetek kupája selejtező         |
| 23                                                | 2019. június 23.                                  | Al Szalam Stadion, Kairó, Egyiptom                      | Marokkó                                           | 1−0                                               | Elefántcsontpart                                  | 2019-es afrikai nemzetek kupája                   |
| 24                                                | 2019. július 1.                                   | Al Szalam Stadion, Kairó, Egyiptom                      | Dél-afrikai Köztársaság                           | 0−1                                               | Marokkó                                           | 2019-es afrikai nemzetek kupája                   |
| 25                                                | 2019. július 5.                                   | Al Szalam Stadion, Kairó, Egyiptom                      | Marokkó                                           | 1−1 (1−4 tiz.)                                    | Benin                                             | 2019-es afrikai nemzetek kupája                   |
| 26                                                | 2019. október 15.                                 | Stade Ibn Batouta, Tanger, Marokkó                      | Marokkó                                           | 2−3                                               | Gabon                                             | Barátságos mérkőzés                               |
| 27                                                | 2019. november 15.                                | Stade Moulay Abdallah, Rabat, Marokkó                   | Marokkó                                           | 0−0                                               | Mauritánia                                        | 2022-es afrikai nemzetek kupája − selejtező       |
| 28                                                | 2019. november 19.                                | Prince Louis Rwagasore Stadion, Bujumbura, Burundi      | Burundi                                           | 0−3                                               | Marokkó                                           | 2022-es afrikai nemzetek kupája − selejtező       |
| 29                                                | 2020. október 9.                                  | Stade Moulay Abdallah, Rabat, Marokkó                   | Marokkó                                           | 3−1                                               | Szenegál                                          | Barátságos mérkőzés                               |
| 30                                                | 2020. október 13.                                 | Stade Moulay Abdallah, Rabat, Marokkó                   | Marokkó                                           | 1−1                                               | Kongói DK                                         | Barátságos mérkőzés                               |
| 31                                                | 2020. október 13.                                 | Stade Moulay Abdallah, Rabat, Marokkó                   | Marokkó                                           | 4−1                                               | Közép-afrikai Köztársaság                         | 2022-es afrikai nemzetek kupája − selejtező       |
| 32                                                | 2020. november 17.                                | Stade de la Réunification, Douala, Kamerun              | Közép-afrikai Köztársaság                         | 0−2                                               | Marokkó                                           | 2022-es afrikai nemzetek kupája − selejtező       |
| 33                                                | 2021. március 26.                                 | Stade Cheikha Ould Boïdiya, Nouakchott, Mauritánia      | Mauritánia                                        | 0−0                                               | Marokkó                                           | 2022-es afrikai nemzetek kupája − selejtező       |
| 34                                                | 2021. március 30.                                 | Stade Moulay Abdallah, Rabat, Marokkó                   | Marokkó                                           | 1−0                                               | Burundi                                           | 2022-es afrikai nemzetek kupája − selejtező       |
| 35                                                | 2021. június 8.                                   | Stade Moulay Abdallah, Rabat, Marokkó                   | Marokkó                                           | 1−0                                               | Ghána                                             | Barátságos mérkőzés                               |
| 36                                                | 2021. június 12.                                  | Stade Moulay Abdallah, Rabat, Marokkó                   | Marokkó                                           | 1−0                                               | Burkina Faso                                      | Barátságos mérkőzés                               |
| 37                                                | 2021. szeptember 2.                               | Stade Moulay Abdallah, Rabat, Marokkó                   | Marokkó                                           | 2−0                                               | Szudán                                            | 2022-es világbajnokság-selejtező                  |
| 38                                                | 2021. október 6.                                  | Stade Moulay Abdallah, Rabat, Marokkó                   | Marokkó                                           | 5−0                                               | Bissau-Guinea                                     | 2022-es világbajnokság-selejtező                  |
| 39                                                | 2021. október 9.                                  | Stade Moulay Abdallah, Rabat, Marokkó                   | Bissau-Guinea                                     | 0−3                                               | Marokkó                                           | 2022-es világbajnokság-selejtező                  |
| 40                                                | 2021. október 12.                                 | Stade Moulay Abdallah, Rabat, Marokkó                   | Guinea                                            | 1−4                                               | Marokkó                                           | 2022-es világbajnokság-selejtező                  |
| 41                                                | 2021. november 12.                                | Stade Moulay Abdallah, Rabat, Marokkó                   | Szudán                                            | 0−3                                               | Marokkó                                           | 2022-es világbajnokság-selejtező                  |

## Díjak és sikerek
Real Madrid Castilla
- Copa del Rey Juvenil: 2017

Real Madrid
- UEFA-bajnokok ligája: 2017–2018[45]
- UEFA-szuperkupa: 2017[46]
- FIFA-klubvilágbajnokság: 2017
- Supercopa de España: 2017[47]

Borussia Dortmund
- DFL-szuperkupa: 2019[48]

Inter Milan
- Serie A: 2020–2021[49]

Paris Saint-Germain
- Ligue 1: 2021–22,[50] 2022–23,[51] 2023–24, 2024–25
- Francia kupa: 2023–24, 2024–25
- Trophée des Champions: 2022[52] 2023,[53] 2024
- Bajnokok ligája: 2024−25

Egyéni
- CAF – Az év fiatal játékosa: 2018,[54] 2019[55]
- Bundesliga – A hónap újonca: 2018. szeptember,[56] 2018. november,[57] 2019. december
- Bundesliga – Az év csapata: 2019–2020[58]
- Lion d’Or – Az év afrikai labdarúgója: 2019[59]
- UEFA-bajnokok ligája – Fiatal XI: 2019[60]
- Globe Soccer Awards – Az év legjobb fiatal arab játékosa: 2019[61]
- Joy Awards – Az év arab sportembere: 2022[62]
- Goal – Az év afrikai csapata: 2018,[63] 2019
- France Football – Az év afrikai csapata: 2018, 2019,[64] 2020,[65] 2021[66]
- CAF – Az év csapata: 2019[67]
- ESM – Az év csapata: 2021[68]
- IFFHS – Minden idők legjobb marokkói csapata[69]
- IFFHS – Az év afrikai csapata: 2020,[70] 2021,[71] 2022[72]
- IFFHS – A világ férfi csapata: 2021,[73] 2022[74]
- Afrikai nemzetek kupája – A torna csapata: 2021[75]
- Serie A – Az év csapata: 2020–2021[76]
- FIFA FIFPro World 11: 2022[77]
- Az év külföldön játszó marokkói labdarúgója: 2020–2021, 2021–2022[78]

Rend
- A marokkói trón rendje: 2022[79]